# Margaret D. Foster
Margaret Dorothy Foster (født 4. marts 1895, død 5. november 1970) var en amerikansk kemiker. Hun var den første kvindelige kemiker, der arbejdede for United States Geological Survey. Hun blev senere rekrutteret til at arbejde på Manhattanprojektet.

## Liv og karriere
Foster blev født i Chicago, Illinois. Hendes far hed James Edward Foster og hendes mor var Minnie (McAuley) Foster. Hun gik ud fra Illinois College, George Washington University og American University med en ph.d.
Fra 1918 var hun den første kvinde til at arbejde for United States Geological Survey og udviklede måder at spore mineraler, der naturligt befinder sig i vandmasser. I 1942 arbejdede hun på Manhattanprojektet i Kemi- og Fysiksektionen under Roger C. Wells, hvor hun udviklede to nye teknikker til kvantitiv analyse, en til uran og en til thorium, såvel som to nye måder af adskille de to elementer.
Da hun efter krigen vendte tilbage til Geological Survey, igangsætte hun undersøgelser af lermineraler og marieglas. Hun gik på pension i 1965.
Foster døde den 5. november 1970, 75 år, på Holy Cross Hospital i Silver Spring, Maryland. 

## Publikationer
- Foster, Margaret D. (1938). "The chemist at work. IX. The chemist in the water resources laboratory". Journal of Chemical Education. 15 (5): 228. Bibcode:1938JChEd..15..228F. doi:10.1021/ed015p228.